# Episodi di Duncanville (prima stagione)
La prima stagione della serie animata Duncanville, composta da 11 episodi, è stata trasmessa negli Stati Uniti, da Fox, dal 16 febbraio al 17 maggio 2020.
In Italia i primi due episodi sono stati trasmessi su Italia 1 l'11 e il 12 gennaio 2021, mentre i rimanenti nove episodi, inizialmente inediti a causa dei bassi ascolti, sono andati in onda dal 20 giugno all'11 luglio 2021.
| nº | Codice di produzione | Titolo originale    | Titolo italiano                 | Prima TV USA     | Prima TV Italia |
| -- | -------------------- | ------------------- | ------------------------------- | ---------------- | --------------- |
| 1  | 1LAZ01               | Pilot               | Benvenuti a Oakdale!            | 16 febbraio 2020 | 11 gennaio 2021 |
| 2  | 1LAZ04               | Red Head Redemption | Cianfrusaglie e videogame       | 23 febbraio 2020 | 12 gennaio 2021 |
| 3  | 1LAZ02               | Undacuva Mutha      | Voglio diventare detective!     | 1º marzo 2020    | 20 giugno 2021  |
| 4  | 1LAZ05               | Witch Day           | La festa della strega           | 8 marzo 2020     | 20 giugno 2021  |
| 5  | 1LAZ03               | Fridgy              | Refrigerazione e dintorni       | 15 marzo 2020    | 27 giugno 2021  |
| 6  | 1LAZ06               | Sister, Wife        | Sorella, moglie e anni 80       | 22 marzo 2020    | 27 giugno 2021  |
| 7  | 1LAZ07               | Jack's Pipe Dream   | Il sogno irrealizzabile di Jack | 19 aprile 2020   | 4 luglio 2021   |
| 8  | 1LAZ08               | Judge Annie         | Giudice Annie                   | 26 aprile 2020   | 4 luglio 2021   |
| 9  | 1LAZ09               | Free Range Children | Figli indipendenti              | 3 maggio 2020    | 11 luglio 2021  |
| 10 | 1LAZ11               | Wolf Mother         | Madre di Wolf!                  | 10 maggio 2020   | 11 luglio 2021  |
| 11 | 1LAZ10               | Classless President | Presidente senza classe!        | 17 maggio 2020   | 11 luglio 2021  |

## Benvenuti a Oakdale!
- Titolo originale: Pilot
- Diretto da: Anne Walker Farrell
- Scritto da: Amy Poehler, Julie Thacker Scully e Mike Scully

### Trama
Duncan viene spronato dai suoi genitori a imparare a guidare. Lui non sembra interessato, finché non decide di cercare di fare colpo su Mia, una ragazza di cui è cotto.
- Ascolti USA: telespettatori 1 518 000 – rating/share 18-49 anni.[4]
- Ascolti Italia: telespettatori 709 000 – share 4.4%.[5]

## Cianfrusaglie e videogame
- Titolo originale: Red Head Redemption
- Diretto da: Jake Hollander
- Scritto da: Julie Thacker Scully

### Trama
Quando Kimberly dimostra di essere più brava di Duncan al suo videogioco preferito, i suoi amici lo cacciano dalla squadra che deve partecipare a un ambito torneo.
- Ascolti USA: telespettatori 1 427 000 – rating/share 18-49 anni.[6]
- Ascolti Italia: telespettatori 616 000 – share 3,8%.[7]

## Voglio diventare detective!
- Titolo originale: Undacuva Mutha
- Diretto da: Chuck Sheetz
- Scritto da: Anthony Gioe e Nick Mandernach

### Trama
Il sogno di Annie è quello di diventare detective, ma nessuno sembra prenderla sul serio. Sfrutterà una disavventura di Duncan per dimostrare il suo valore.
- Ascolti USA: telespettatori 1 212 000 – rating/share 18-49 anni.[8]
- Ascolti Italia: telespettatori 236 000 – share 3.3%.[9]

## La festa della strega
- Titolo originale: Witch Day
- Diretto da: Anne Walker Farrell
- Scritto da: Ava Tramer e Eddie Quintana

### Trama
A Oakdale si celebra la festa della strega e per l'occasione viene allestita una fiera con le giostre.
- Ascolti USA: telespettatori 1 086 000 – rating/share 18-49 anni.[10]
- Ascolti Italia: telespettatori 167 000 – share 3.1%.[9]

## Refrigerazione e dintorni
- Titolo originale: Fridgy
- Diretto da: Adam Henry
- Scritto da: John Viener

### Trama
Jack e Annie comprano un frigorifero nuovo che ha delle funzionalità estremamente progredite e sorprendenti. Ma non è tutto oro quello che luccica.
- Ascolti USA: telespettatori 1 170 000 – rating/share 18-49 anni.[11]
- Ascolti Italia: telespettatori 225 000 – share 3.1%.[12]

## Sorella, moglie e anni 80
- Titolo originale: Sister, Wife
- Diretto da: Chuck Sheetz
- Scritto da: Andrew Lee, Julie Thacker Scully e Amy Poehler

### Trama
Jack e Annie scoprono di non provare più l'ardore di una volta e decidono di passare un anniversario sul viale dei ricordi.
- Ascolti USA: telespettatori 1 070 000 – rating/share 18-49 anni.[13]
- Ascolti Italia: telespettatori 184 000 – share 3.2%.[12]

## Il sogno irrealizzabile di Jack
- Titolo originale: Jack's Pipe Dream
- Diretto da: Adam Henry
- Scritto da: Julie Thacker Scully, Mike Scully e John Viener

### Trama
Jack si ritrova improvvisamente senza lavoro e con tanto tempo libero a disposizione decide di scrivere un'opera rock intitolata "Rommy".
- Ascolti USA: telespettatori 1 110 000 – rating/share 18-49 anni.[14]
- Ascolti Italia: telespettatori 272 000 – share 4.5%.[15]

## Giudice Annie
- Titolo originale: Judge Annie
- Diretto da: Jake Hollander
- Scritto da: Anthony Gioe, Nick Mandernach e Julie Thacker Scully

### Trama
Annie va in tribunale per una multa contestata e si dimostra più capace del giudice incaricato del caso. Le viene offerta la possibilità di fare il giudice in televisione.
- Ascolti USA: telespettatori 976 000 – rating/share 18-49 anni.[16]
- Ascolti Italia: telespettatori 290 000 – share 6.2%.[15]

## Figli indipendenti
- Titolo originale: Free Range Children
- Diretto da: Anne Walker Farrell
- Scritto da: Mike Scully, John Viener, Amy Poehler e Julie Thacker Scully

### Trama
Annie e Jack decidono di smettere di essere dei genitori iperprotettivi e di rendere i propri figli risoluti e sicuri di se stessi.
- Ascolti USA: telespettatori 947 000 – rating/share 18-49 anni.[17]
- Ascolti Italia: telespettatori 224 000 – share 3.9%.[18]

## Madre di Wolf!
- Titolo originale: Wolf Mother
- Diretto da: Adam Henry e Will Strode
- Scritto da: Henry Gammill, Mike Scully, Rebecca Hoobler e Eddie Quintana

### Trama
Dopo una deludente Festa della mamma, Annie decide di accogliere in casa Wolf, senza madre e in condizioni di disagio, e di aiutarlo a diventare una persona più civile.
- Ascolti USA: telespettatori 858 000 – rating/share 18-49 anni.[19]
- Ascolti Italia: telespettatori 172 000 – share 3.9%.[18]

## Presidente senza classe!
- Titolo originale: Classless President
- Diretto da: Chuck Sheetz
- Scritto da: Andrew Lee, Eddie Quintana e Sara Scully

### Trama
Mia si lamenta di non avere avversari nelle elezioni per la presidenza del corpo studentesco, così chiede a Duncan di candidarsi contro di lei.
- Ascolti USA: telespettatori 1 208 000 – rating/share 18-49 anni.[20]
- Ascolti Italia: telespettatori 150 000 – share 4.2%.[18]